# Șeinovo, Stara Zagora
Șeinovo (în bulgară Шейново) este un sat în comuna Kazanlăk, regiunea Stara Zagora,  Bulgaria. 

## Demografie
Componența etnică a satului Șeinovo
     Bulgari (54,24%)
     Turci (12,56%)
     Romi (15,33%)
     Nicio identificare (16,62%)
     Altele (1,22%)
La recensământul din 2011, populația satului Șeinovo era de 1.871 locuitori. Din punct de vedere etnic, majoritatea locuitorilor (54,24%) erau bulgari, existând și minorități de romi (15,33%) și turci (12,56%). Pentru 16,62% din locuitori nu este cunoscută apartenența etnică.